# Gretchen Fraser
Gretchen Claudia Fraser, nata Kunigk (Tacoma, 11 febbraio 1919 – Sun Valley, 17 febbraio 1994), è stata una sciatrice alpina e allenatrice di sci alpino statunitense, campionessa olimpica e iridata nello slalom speciale a Sankt Moritz 1948.
È stata la prima vincitrice di una medaglia d'oro olimpica nello slalom speciale.
Era moglie di Don Fraser, a sua volta sciatore alpino di alto livello.

## Biografia

### Carriera sciistica
Gretchen Fraser si era qualificata per i Giochi olimpici invernali che avrebbero dovuto tenersi nel 1940, ma che furono cancellati a causa della Seconda guerra mondiale. Prese così parte ai V Giochi olimpici invernali di Sankt Moritz 1948, validi anche ai fini dei Mondiali 1948, dove vinse la medaglia d'oro nello slalom speciale (la prima in assoluto conquistata da un atleta statunitense nello sci alpino) e la medaglia d'argento nella combinata, in quest'ultimo caso preceduta dall'austriaca Trude Beiser. Nella discesa libera invece fu 13ª.
Si ritirò subito dopo quella rassegna olimpica, l'unica competizione internazionale nella quale conseguì risultati di rilievo, e in seguito divenne allenatrice della nazionale statunitense, seguendo tra gli altri Picabo Street e Susie Corrock. La sciatrice morì nel 1994 a Sun Valley.

### Altre attività
La Fraser apparve, accanto alla pattinatrice artistica su ghiaccio Sonja Henie, nei film Scandalo al Grand Hotel (Thin Ice) di Sidney Lanfield (1937) e Serenata a Vallechiara (Sun Valley Serenade) di H. Bruce Humberstone (1941).

## Palmarès

### Olimpiadi
- 2 medaglie, valide anche ai fini dei Mondiali:
  - 1 oro (in slalom speciale a Sankt Moritz 1948)
  - 1 argento (in combinata a Sankt Moritz 1948)